# Инудзука, Корэсигэ
Корэсигэ И́нудзука (яп. 犬塚惟重 Инудзука Корэсигэ, 11 июля 1890, Токио — 19 февраля 1965) — известен как «эксперт по евреям» наряду с полковником Ясуэ Норихиро, промышленником Аикавой Ёсисукэ и рядом других лиц. Вошёл в историю Японии наряду с другими должностными лицами и военными как участник «Маньчжурской фракции». Капитан 1-го ранга (кайгун-тайса), глава Консультативного бюро Императорского флота Японии по еврейским делам с марта 1939 года по апрель 1942 года. В отличие от своего коллеги из Императорской японской армии, полковника Ясуэ Норихиро, он был убеждён в том, что Протоколы сионских мудрецов подлинны; парадоксальным образом эти убеждения привели его к мысли, что привлечение евреев к поселению в Азии на территории, попавшей под контроль Японской империи, могло отвечать национальным интересам Японии.

## Биография

### Ранние годы
Инудзука родился в Токио, был старшим сыном бывшего самурая, вассала княжества Сага. Его официальная резиденция находилась в префектуре Сага. Окончив среднюю школу при Университете Васэда, поступил на военную службу и в 1911 году окончил 39-й выпуск Императорской военно-морской академии. Поступил в Высшую военную академию Императорского флота, служил на ряде кораблей, в том числе на «Хидзэн», крейсерах «Касуга», «Якумо», «Китаками», «Кисо» и «Ниссин».

### Первая мировая война
Во время Первой мировой войны Инудзука находился в Средиземном море, а японские экспедиционные силы были направлены на Мальту в рамках участия Японии в военные действия союзников в рамках англо-японского альянса.
После окончания войны находился у берегов Владивостока во время Сибирской интервенции, где японские войска помогали белогвардейцам в борьбе против Красной Армии. Именно там к нему в руки впервые попали «Протоколы сионских мудрецов» — антисемитская публикация, подробно описывающая «всемирный еврейский заговор». Документ поддерживал и активно распространял атаман Григорий Семёнов, лидер белых на Дальнем Востоке. В 1922 году, вернувшись в Японию, Инудзука начал собирать кружок сочувствующих офицеров, знакомых с содержанием «Протоколов» и поддерживающих изложенную в них точку зрения на сионизм. Эта группа так называемых «экспертов по еврейскому вопросу» в течение следующих нескольких лет постепенно росла и всё громче заявляла о себе. Группа опубликовала множество документов, подробно излагающих мысли о еврейском заговоре, в том числе списки известных евреев и японский перевод «Протоколов», выполненный Ясуэ. В 1934 году Корэсигэ вернулся в Токио, где получил звание капитана и был переведён в разведывательное отделение Морского генерального штаба. Руководил пропагандой, контрразведкой и еврейскими исследованиями.
После службы военным атташе во Франции Инудзука служил на броненосце «Фудзи» и крейсере «Кума».

### Эксперт по еврейскому вопросу
Столкнувшись с антисемитской пропагандой и «Протоколами сионских мудрецов», Корэсигэ и армейский полковник Ясуэ Норихиро начали углублённо изучать «еврейскую проблему». По мере приближения войны с Китаем в 1930-х годах Инудзука начал поддерживать «Маньчжурскую фракцию» — группу военных, которые считали, что контроль над Маньчжурией имеет решающее значение для выживания Японии. Инудзука находился в Шанхае с ноября 1934 года; именно ему пришла в голову идея убедить евреев поселиться в Маньчжоу-Го и помочь выстроить там соответствующую нормальной жизни инфраструктуру. По его мнению, евреи должны были не только принести инженерные знания и творческую энергию, но и помочь Японии завоевать благосклонность Соединенных Штатов и других западных стран. Инудзука считал крайне важным добиться благосклонности еврейского народа, поскольку евреи, по его мнению, контролировали мировые рынки.
Конференция пяти министров под председательством Ф. Коноэ в 1938 году дала Инудзуке и его коллегам официальное разрешение на создание еврейского поселения в Шанхае.
Позже Корэсигэ женился, и у пары родилась дочь.
В 1939 году Инудзука вместе с полковником Ясуэ и Исигуро Сиро из министерства иностранных дел рекомендовали Японии создать автономный еврейский регион недалеко от Шанхая, где следовало предоставить еврейским беженцам из нацистской Германии безопасное место для поселения и дать им политическую и экономическую автономию, чтобы они могли жить так, как они хотели. Утверждается, что в отчете своему начальству в том же году Инудзука сравнил евреев с фугу, знаменитым деликатесом из ядовитой рыбы, который, если его неправильно приготовить, может стать смертельным. Таким образом, план Инудзуки в отношении евреев стал известен как «План Фугу».
Инудзука, свободно владевший английским, русским и французским языками, посетил бесчисленное количество школ и синагог, обсуждая еврейские проблемы и ища помощи или поддержки у еврейских общин и организаций. Он помог создать Тихоокеанскую торговую компанию, совместное еврейско-японское предприятие, и встречался со многими высшими еврейскими лидерами Восточной Азии, как религиозными, так и финансовыми.
В течение следующих нескольких лет Инудзука играл ключевую роль во всех аспектах «Плана Фугу». Вместе с Ясуэ и несколькими другими лицами он координировал всё, от выбора и создания мест для поселений, перевозки евреев в поселения, разговоров с лидерами еврейских общин и до проведения конкретных работ.
К 1942 году в реализации плана назрел кризис. Союзник Японии, нацистская Германия, крайне негативно отнеслась к японской помощи евреям, а попытки Японии переправить евреев через Советский Союз прекратились после вторжения Германии в 1941 г.
В 1941 году в знак признания заслуг Инудзуки в спасении еврейских беженцев из нацистской Европы Союз ортодоксальных раввинов США вручил ему серебряный портсигар; внутри футляра была надпись с благодарностью Инудзуке за его услуги еврейскому народу.
В 1943 году японские военные загнали еврейских беженцев в гетто в районе Хункоу, Корэсигэ был переведён в Манилу на Филиппинах.
После войны портсигар спас его от суда за военные преступления. Позднее он был передан в дар Мемориалу Яд Вашем в Иерусалиме.
В 1952 г. Инудзука основал Японско-израильскую ассоциацию (яп. 日本イスラエル教会), в которую входили в основном бывшие военные и был президентом Ассоциации до своей смерти в 1965 году.

## Личные убеждения
«Протоколы сионских мудрецов» — антисемитский текст, созданный сторонниками российского царского режима, утверждает о существовании всемирного еврейского заговора и о невероятной экономической и политической мощи еврейского народа. Инудзука воспринял эти утверждения всерьёз. Считая евреев довольно опасными, он в то же время был уверен, что если убедить еврейский народ в благосклонности Японии, они принесут его стране большую экономическую выгоду. Под псевдонимом Уцуномия Киё в 1939 году Инудзука опубликовал книгу, в которой рассматривал историю евреев с точки зрения интересов Японии. Он писал, что поскольку Палестина была закрыта для еврейских поселений британцами и арабами, евреи будут стремиться вернуться к своему наследию где-то в другом месте на востоке. Он также анонимно публиковал статьи в ежемесячном журнале «Кокусай химицу рёку-но кэнкю» (яп. 国際秘密力の研究) , который финансировался Министерством иностранных дел и посольством Германии.
В 1979 году раввин Марвин Токайер и Мэри Шварц написали книгу под названием «План Фугу».
По материалам прошедших событий в 2020 году был снят фильм «Гавань от Холокоста», режиссёр Вайолет Ду Фэн (англ. Harbor from the Holocaust, Violet Du Feng).